# Sunkahetanka
Sunkahetanka es un género extinto de mamífero omnívoro (similar a un perro) de la familia de los Canidae que vivió en América del Norte durante el Oligoceno hace entre  30.8—26.3 millones de años.

## Taxonomía
Sunkahetanka fue nombrado por  Macdonald (1963). Fue considerado sinónimo subjetivamente con Enhydrocyon por Swisher (1982); fue revalidado por Carroll (1988), Wang (1994) y Wang y Tedford (1996). Fue asignado a los  Canidae por Macdonald (1963), Carroll (1988), Wang (1994) y Wang y Tedford (1996).

## Morfología
Legendre y Roth examinaron dos especímenes para averiguar su masa corporal. Se estimó que el primer espécimen pesaba 12,8 kg (28,2 lb). Se estimó que el segundo espécimen pesaba 13,8 kg (30,4 lb).